# 야마가미촌 (이시카와현)
야마가미촌(山上村)은 이시카와현 노미군에 존재했던 촌이다.

## 역사
- 1907년 8월 5일 - 야마구치촌, 미야우치촌이 합병해 야마가미촌이 성립하였다.
- 1956년 9월 30일 - 야마가미촌, 고쿠후촌의 일부, 히사쓰네촌이 합병해 다쓰노쿠치정이 성립하였다.